# گلادیاتور

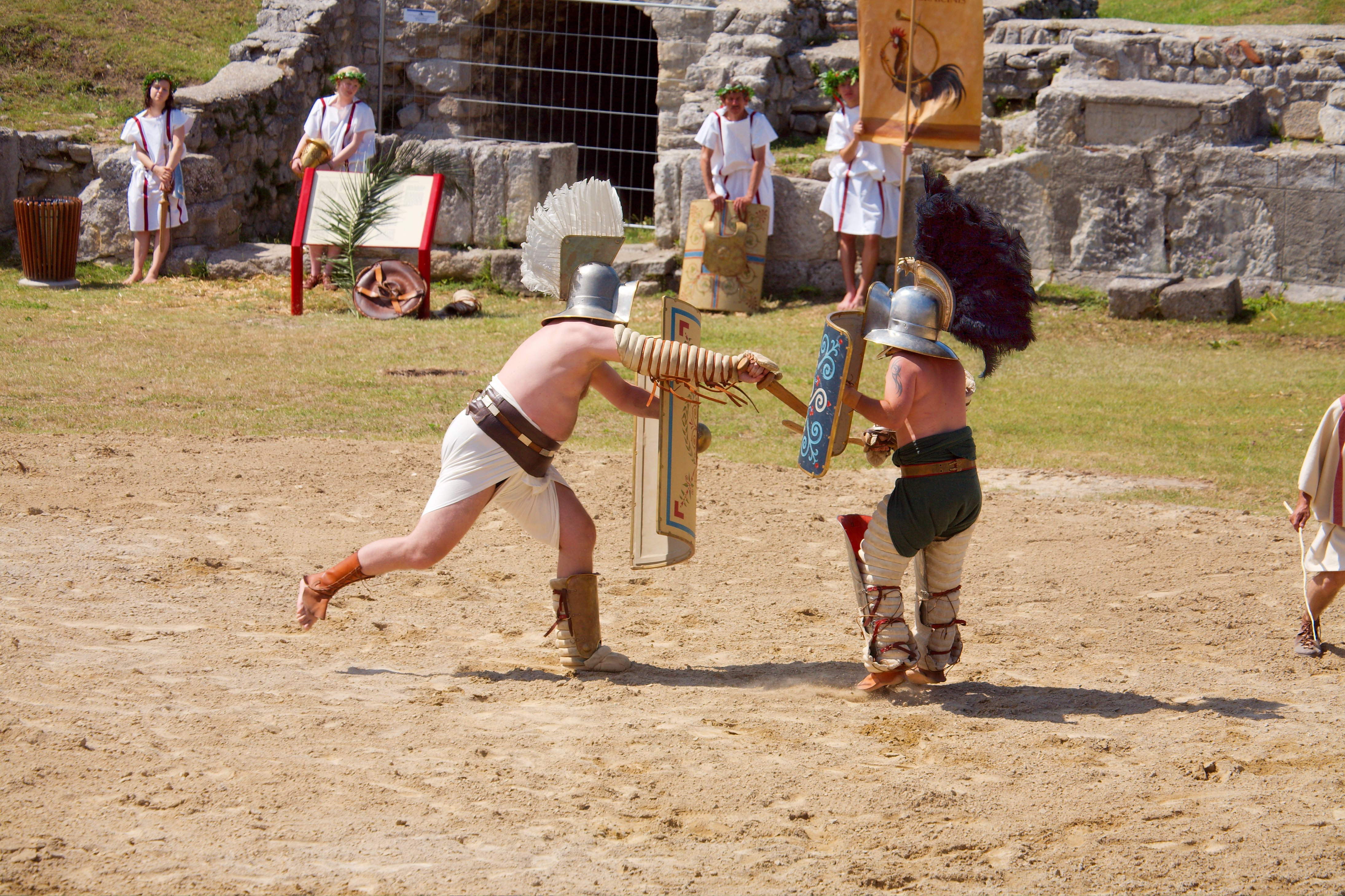
بازسازی یک نبرد گلادیاتوری در ویرانه‌های کارنونتوم رم، یک کتیبهٔ معاصر، کارنونتوم رم را با دارا بودن چهار تا از بزرگ‌ترین آمفی تئاترهای روم باستان، معتبر می‌سازد. با وجود برخی استثنائات، یک گلادیاتور، در هر سال، دو تا پنج نوبت زورآزمایی می‌کرد که هر نوبت آن، حدود ۱۵ دقیقه طول می‌کشید.

گلادیاتور (به انگلیسی: Gladiator) که به آن «مرد شمشیر» یا «شمشیر زن» (به انگلیسی: Swordsman) نیز گفته می‌شود، از واژه گلادیوس (به انگلیسی: Gladius) به معنای «شمشیر» گرفته شده‌است. یک گلادیاتور، در جمهوری روم و امپراتوری روم، به مبارز مسلحی گفته می‌شد که به مبارزات و برخوردهای خشونت‌آمیز با دیگر گلادیاتورها، حیوانات وحشی و همین‌طور با جنایتکاران محکوم به مرگ می‌پرداخت. برخی از گلادیاتورهایی که برای شرکت در نبردهای گلادیاتوری داوطلب می‌شدند، نه فقط حقوق فردی و اجتماعی خویش، بلکه حتی زندگی خود را با ظاهر شدن در صحنهٔ این نبردها در معرض خطر قرار می‌دادند.
بیشتر گلادیاتورها، اسیران یا برده‌هایی بودند که رومی‌ها از کشورهایی که با آنها می‌جنگیدند می‌آوردند. بنابراین، آن‌ها خوار و خفیف شمرده می‌شدند. آن‌ها تحت شرایطی دشوار آموزش می‌دیدند و از نظر اجتماعی به حاشیه رانده شده، و تحت تبعیض نژادی قرار می‌گرفتند و محکوم به مرگ بودند. با این وجود، صرف نظر از خاستگاه شکل‌گیری این شیوه، گلادیاتورها به مخاطبان خویش، نمونه‌ای از اخلاق رزمی در رم باستان را ارائه می‌کردند، و نه فقط در زمان انجام نبرد گلادیاتوری، بلکه در حال مرگ نیز مورد ستایش و تحسین مردم قرار داشتند و برایشان الهام بخش بودند. در واقع آن‌ها در فراز و فرود جشن و پایکوبی‌های برقرار شده در روم باستان همواره حضور داشتند و ارزش آن‌ها همانند هنرمندانی بود که هنر خویش را در اشیاء گران‌بها متجلی می‌ساختند و با وجود رفتار بد و وحشیانه‌ای که با آنان صورت می‌گرفت، در سراسر قلمرو روم، از آنان تجلیل و پاسداشت به عمل می‌آمد.

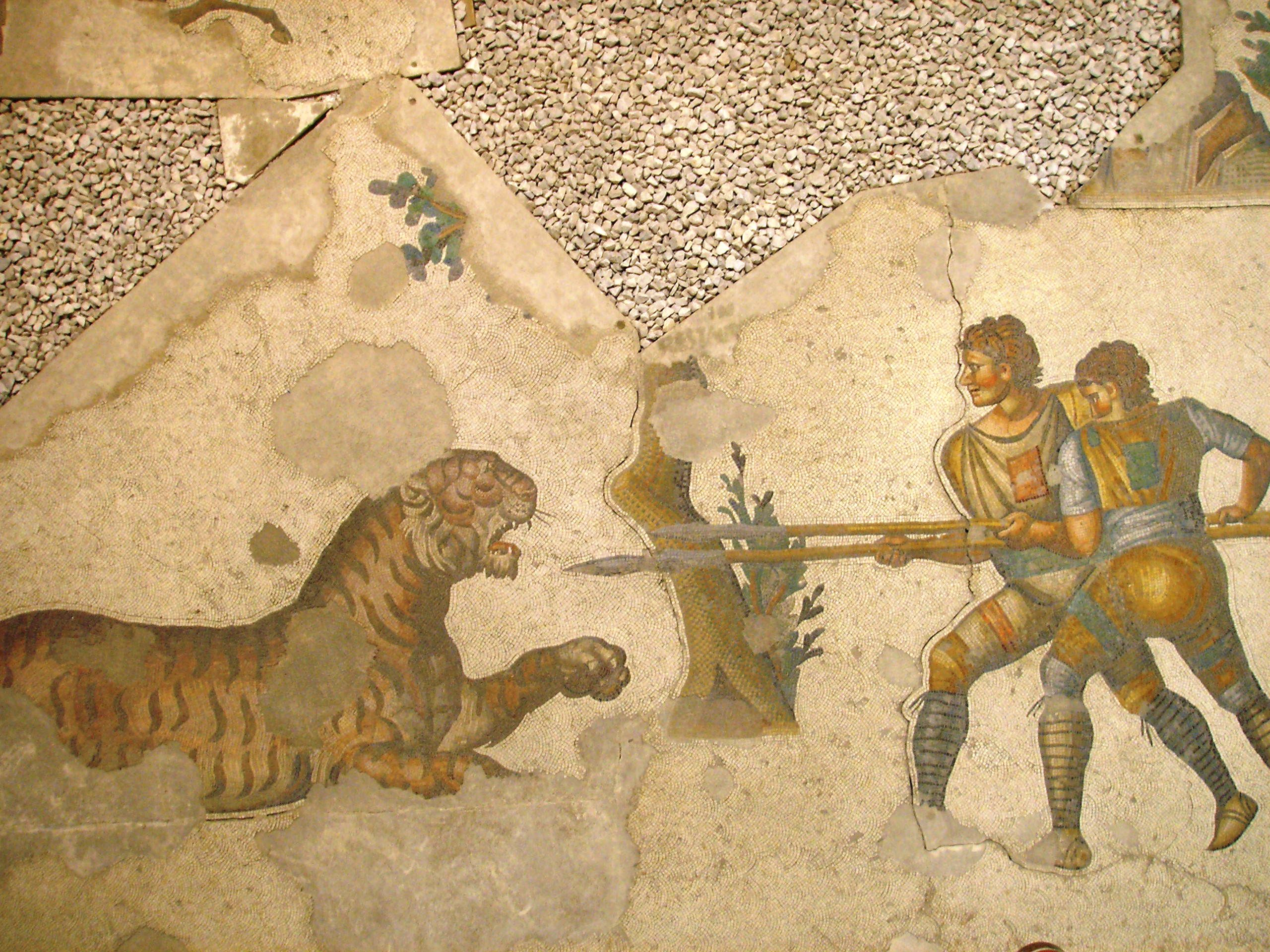
تکه‌ای از موزائیک مربوط به سده ۵ (میلادی) در قصر بزرگ کنستانتین در استانبول که نبرد گلادیاتورها با ببر را نشان می‌دهد.

## خاستگاه
کتاب‌های تاریخی به ندرت با هم در مورد خاستگاه گلادیاتورها هم عقیده‌اند. شواهد حاکی از آن است که این شیوه در مراسم مربوط به تشییع جنازه و عزاداری افراد رایج بوده و در طول جنگ‌های پونی، یعنی از سده ۳ (پیش از میلاد) و پس از آن، به سرعت در حال اجرا بوده‌است. رسمی که رفته‌رفته به شکل یکی از ویژگی اساسی در سیاست و زندگی اجتماعی مردمان روم درآمده‌است. محبوبیت این شیوه، در نهایت کار آن را بدانجا کشانیده که استفادهٔ از آن، به اندازه افراطی و با ولخرجی و هزینه بیشتر صورت می‌پذیرفت و حتی شکل نوعی بازی و تفریح و سرگرمی به نام بازی گلادیاتوریال (به انگلیسی: Gladiatorial) به خود گرفته بود. این بازی اوج رواج خود را در فاصله میان سده‌های ۱ تا ۲ پیش از میلاد داشت، و نه تنها در اوضاع عادی، بلکه در طول بحران‌های اجتماعی و اقتصادی دولت روم، این رواج رو به کاهش نرفت. حتی پس از این که مسیحیت در سده ۴ (میلادی) به عنوان دین رسمی در روم مورد پذیرش قرار گرفت، این رسم منسوخ نشد و امپراتوران مسیحی همچنان حامی تفریحات اینچنینی بودند. بدین ترتیب این رسم، دست کم تا اواخر سده ۵ (میلادی)، رواج داشته‌است. این، تاریخی است که آخرین بازی گلادیاتوری شناخته شده در تاریخ، انجام شده‌است.
در اواخر سده ۱ (پیش از میلاد) نیکولاس دمشقی نوشت که این رسم در انگلستان پدید آمده‌است. یک نسل بعد، تیتوس لیویوس نوشت نخستین‌بار بازی گلادیاتورها در سال ۳۱۰ (پیش از میلاد) در منطقه کامپانیا (ناحیه‌ای در جنوب ایتالیای امروزی) در بزرگداشت پیروزی بر سامنیت (سامنیت‌ها) انجام گرفت.

کولوسئوم، بزرگ‌ترین آمفی‌تئاتر امپراتوری روم

### سرگرمی
نخستین نشانه‌های گلادیاتورها به حدود سال ۲۶۴ (پیش از میلاد) بازمی‌گردد. در آن هنگام، ثروتمندان رومی برای مهم نشان دادن خود، مراسم خاک‌سپاری باشکوهی برای افراد بلندمرتبه برگزار می‌کردند. بخشی از این مراسم، نبرد خشونت‌آمیز و مرگبار جنگ‌آوران شمشیربه‌دستی بود که معمولاً در بازار چهارپایان برپا می‌شدند. برای نمونه، در سال ۲۱۶ (پیش از میلاد) مراسم یادبود قیصر روم Marcus Aemilius Lepidus توسط فرزندش، به مدت سه روز با حضور گلادیاتورها و با نمایشی خیره‌کننده‌تر از هرآنچه که پیش از آن انجام شده بود انجام شد. در سال ۲۰۶ (پیش از میلاد) سری بعدی مسابقات بزرگ توسط اسکیپیوی آفریقایی به یاد پدر و عمویش برگزار شد که در جنگ پونی کشته شده بودند. در سال ۶۵ (پیش از میلاد) ژولیوس سزار که تازه توسط سنا به عنوان قیصر برگزیده شده بود مسابقات بزرگی را در یادبود پدرش که ۲۰ سال پیش در گذشته بود برگزار کرد که در آن ۳۲۰ گلادیاتور تا سرحد مرگ با هم مبارزه کردند. در سال ۱۸۳ (میلادی) نیز به یاد بزرگداشت جمهوری روم مبارزات بزرگی به مدت ۳ شبانه روز با حضور ۱۲۰ گلادیاتور برگزار شد.

### اوج
با پایان جمهوری و آغاز امپراتوری روم، محبوبیت گلادیاتورها آنقدر زیاد شد که پادشاهان تصمیم گرفتند نبردهای گلادیاتورها را سامان دهند و از آن برای سرگرمی انبوه مردم استفاده کنند. در نتیجه، گلادیاتورها حرفه‌ای‌تر شده و افرادی داوطلب این کار شدند؛ زیرا خوراک و سرپناه بدست می‌آوردند و اگر زنده می‌ماندند، مشهور می‌شدند. آنها حتی در مدرسه‌های ویژه، روش‌های استفاده از انواع اسلحه را می‌آموختند تا برای نبرد، آمادگی داشته باشند. در سال‌های پایانی جمهوری و در شرایط نابه سامان سیاسی و اجتماعی، بازی گلادیاتورها تبدیل به یک تجارت پر سود و منفعت شده بود. به‌طوری‌که همیشه یک حامی مالی برای برگزاری مسابقات وجود داشت و در جای‌جای جمهوری، شاهد برگزاری مسابقات روزمره برای گلادیاتورها بودند و سیل عظیمی از بردگان در نقاط مختلف جمهوری در حال تعلیم برای انجام مبارزه در آرنا بودند.

### پایان
با گسترش مسیحیت در امپراطوری روم، محبوبیت گلادیاتورها کم شد. ولی هنوز این‌گونه مبارزات با شکوه تمام در روم و سرتاسر امپراتوری انجام می‌شد تا اینکه در سال ۳۱۵ امپراتور کنستانتین استفاده از کودکان در آرنا را محکوم کرد و ۱۰ سال بعد طی فرمانی هرگونه مبارزات از این دست را در سرتاسر امپراتوری ممنوع کرد با این حال در دوره‌هایی بعضی از امپراتورها اجازه از سرگیری این مبارزات را دوباره می‌دادند و بعضی دیگر از اجرای آن جلوگیری تا اینکه در سال ۵۳۶ دیگر این مسابقات در روم غربی محبوبیت نداشت و بیشتر مسابقات ارابه رانی که خاستگاه آن در روم شرقی بود طرفدار پیدا کرده بود و عملاً دیگر مسابقه گلادیاتورها انجام نگرفت گرچه در مناطقی تا مدت‌ها بعد هنوز این‌گونه مبارزات رواج داشت.

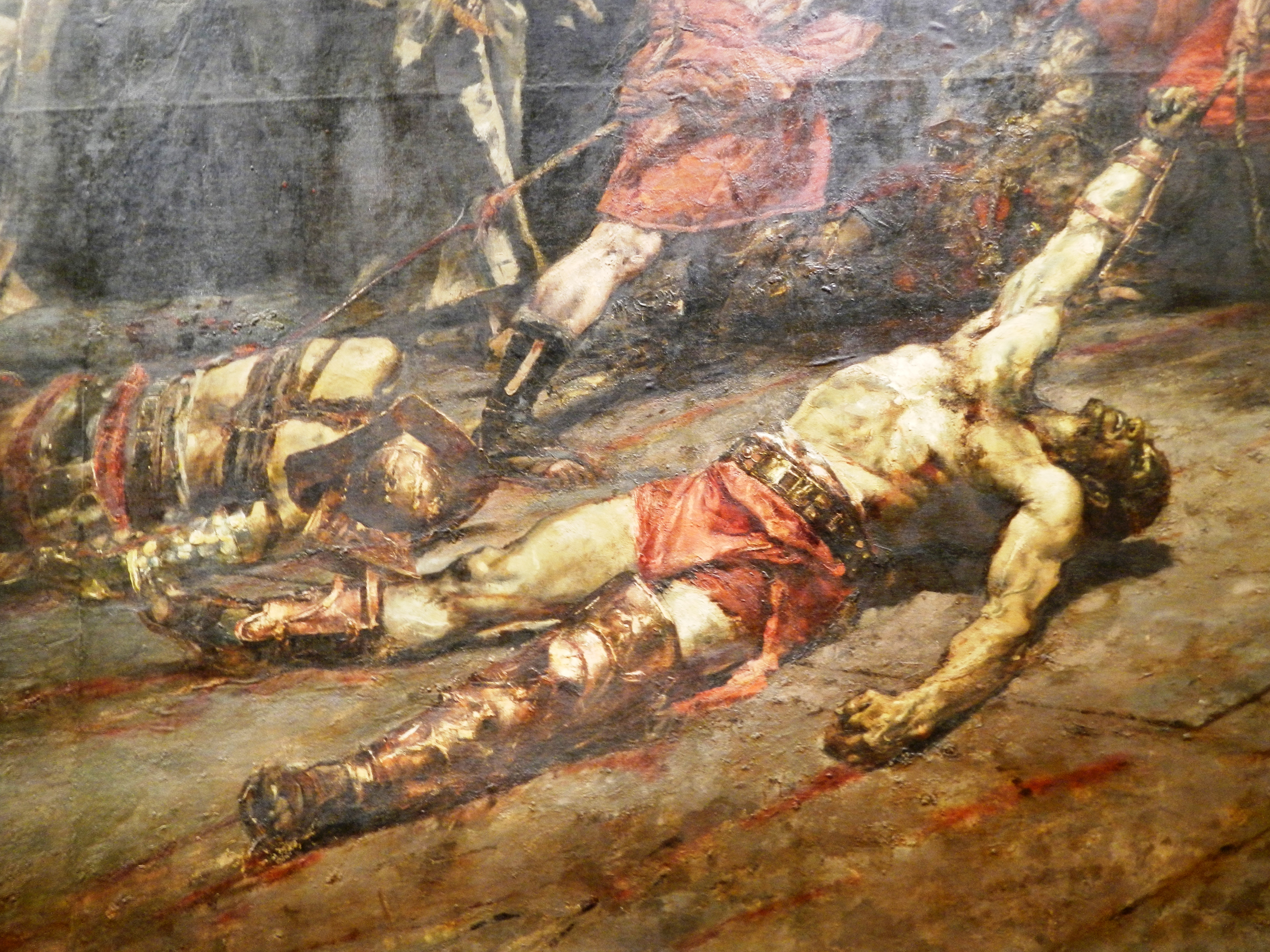
پیکر گلادیاتور کشته شده را با قلاب از میدان نبرد بیرون می‌بردند.

## ویژگی‌ها

### لباس
لباسی که گلادیاتورها هنگام نبرد می‌پوشیدند بستگی به سرزمین اصلی آنها داشت. سامنیت‌ها (از ایتالیا)، گل‌ها (از فرانسه) و تراکیان‌ها (از ناحیهٔ بلغارستان) لباس متفاوتی می‌پوشیدند. با افزایش محبوبیت نبرد گلادیاتورها، جنگجویان، دیگر بر مبنای خاستگاه خود لباس نمی‌پوشیدند. بلکه با زره و سلاح‌های خود، شناخته می‌شدند.

### اسارت
گلادیاتورها اختیار چندانی بر اعمال و رفتار خود نداشتند و اجازه نداشتند. آنها نمی‌توانستند هر جا که می‌خواهند بروند. روابط عاشقانهٔ آنها به شدت تحت کنترل می‌شد. اربابان، آنها را اتاق‌های جداگانه‌ای نگه می‌داشتند تا مبادا از زندگی گلادیاتوری به تنگ بیایند و با هم تبانی کنند و دست به فرار بزنند.

### خوراک
برای آمادگی این نبردهای حماسی، به گلادیاتورها به جای خوردن گوشت قرمز و سبزیجات خام، به آنها مقدار زیادی جو می‌دادند تا کربوهیدرات مورد نیاز بدن آنها را تأمین کنند.

### جایگاه اجتماعی
چون بیشتر گلادیاتورها اسیران یا برده‌هایی بودند که رومی‌ها از جنگ با دیگر کشورها با خود می‌آوردند، همیشه خوار و خفیف شمرده می‌شدند. آنها تحت شرایطی دشوار آموزش می‌دیدند و از نظر اجتماعی به حاشیه رانده شده، و تحت تبعیض نژادی قرار می‌گرفتند. آن نمی‌توانستند رأی بدهند یا وصیت کنند. حتی اگر گلادیاتوری می‌توانست آزادی خود را به دست آورد یا بخرد، باز هم مردم، او را از بدنام‌ها می‌شناختند. مردم طبقه اشراف و حاکم، نمی‌خواستند دختران و پسران‌شان گلادیاتور شوند.

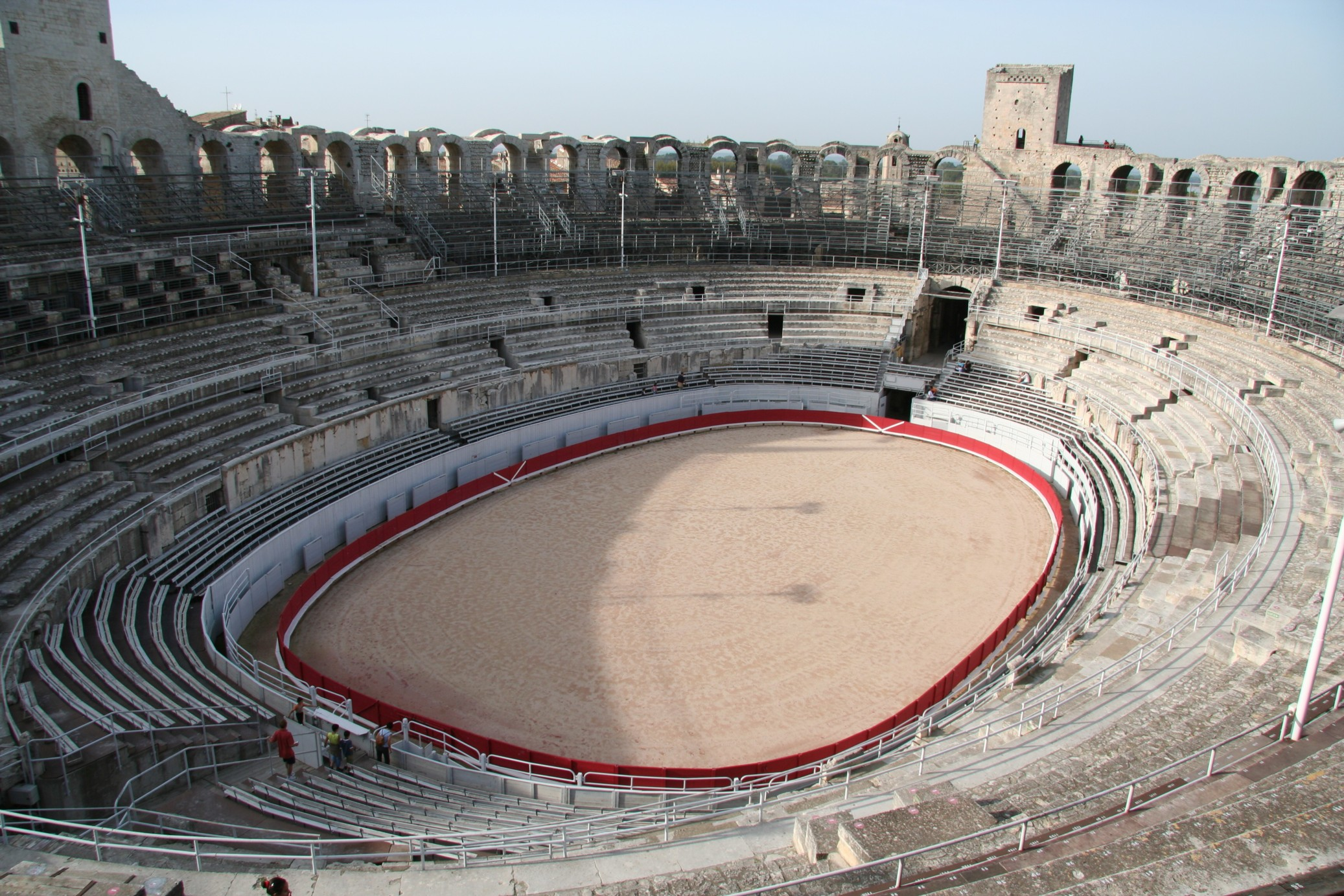
نمایی از درون آمفی‌تئاتر آرل

### مرگ در نبرد
هزینه تأمین خوراک، سرپناه، و آموزش گلادیاتورها بسیار زیاد بود و حتی ممکن بود آموزش آنها سال‌ها طول بکشد. برای همین، اربابان آنها حاضر نبودند گلادیاتور خود را به سادگی از دست بدهند. از این رو بیشتر نبردها تا پای مرگ نبودند. بلکه تا جایی پیش می‌رفت که نمایش شجاعت و سرگرم‌کنندگی جنگجوها برای مردم جذاب باشد. اگر گاهی نبرد تا سرحد مرگ گلادیاتورها هم برنامه‌ریزی می‌شد نیز، پیش از آغاز، به آنها خبر می‌دادند.

### هواداران
گلادیاتورها هوادارانی افراطی داشتند. زنان ثروتمند برای داشتن عرق بدن و خراشه‌های پوست بدن گلادیاتورها در میدان نبرد حاضر بودند پول زیادی بدهند تا از آن به عنوان مرطوب‌کننده استفاده کنند.

### سرنوشت
سرنوشت گلادیاتور زنده، ولی شکست خورده را تماشاگران معین می‌کردند. اگر آن‌ها دستشان را بالا می‌بردند، گلادیاتور مغلوب، زنده می‌ماند امّا اگر شست دستشان را پایین می‌آوردند و با آن به زمین اشاره می‌کردند، به معنای آن بود که مغلوب باید بدست گلادیاتور پیروز نابود شود. اجساد گلادیاتورهای مغلوب و کشته شده را با قلاب از صحنهٔ آمفی تئاتر بیرون می‌بردند.

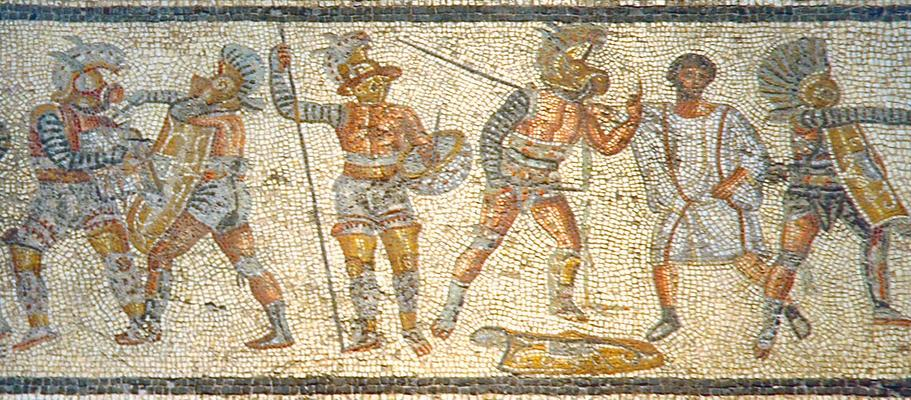
تکه‌ای از موزائیک مربوط به حدود سال‌های ۸۰ تا ۱۰۰ میلادی، که از شهر زلیتن در لیبی به دست آمده و صحنه‌ای از یک نبرد گلادیاتوری را نشان می‌دهد.

## شرح بیشتر
گلادیاتورها برای محافظت از خودشان با هم روابط نزدیک و پیوند محکم برادرانه برقرار می‌کردند و به هم کمک می‌کردند تا هزینهٔ خاکسپاری همرزمان شکست‌خورده را تأمین کنند.
در سراسر امپراتوری روم سالانه نزدیک به ۸۰۰۰ نفر در صحنهٔ این نبردها جان خود را از دست داده‌اند.

## آمفی‌تئاتر
برای مبارزات گلادیاتوری، میدان مخصوصی درست کرده بودند که آمفی تئاتر نام داشت و شبیه سیرک‌های امروزی بود. در آغاز رومیان آمفی تئاترها را از چوب می‌ساختند. اما بعدها کم‌کم شروع به ساختن آمفی تئاترهایی از سنگ نمودند. در مرکز هر آمفی تئاتر، یک میدان شنی قرار داده می‌شد که آرینا نام داشت. کلمهٔ آرینا به معنای صحنه بود و در اطراف آرینا (صحنه)، پله‌هایی برای نشستن تماشاگران می‌ساختند. استفاده از شن برای این بود که هر چه خون بر آن می‌ریخت به خود جذب کند. امپراتور و ثروتمندان در جایگاه ویژه‌ای می‌نشستند و هنگام تماشای مبارزه، موش صحرایی (گونه‌ای موش زمستان‌خواب) سرخ‌شده می‌خوردند. افراد فقیر باید پشت آنها می‌ایستادند.
برنامه آمفی‌تئاتر، تنها، شمیرزنی و نبرد نبود. بلکه در آغاز، با مردانی به نام وناتور یا شکارچی با جانورانی مانند خرس و شیر نبرد می‌کردند. نزدیک ظهر مراسم اعدام مجرمان برگزار می‌شد و بعدازظهرها نوبت نبرد گلادیاتورها بود. گلادیاتورها در روزهای جشن، در صحنهٔ آمفی تئاتر به جنگ تن‌به‌تن مشغول می‌شدند و گاهی اوقات پیش می‌آمد که در وسط میدان و بر روی آینا، شمار زیادی گلادیاتور دیده می‌شدند که به صورت جفت‌به‌جفت یا دسته جمعی، در حال مبارزه با یکدیگر بودند. گلادیاتورهایی که از سر دلسردی مبارزه می‌کردند یا تمایلی به این کار نشان نمی‌دادند را به ضرب شلاق و نوک نیزه، به میدان مبارزه رانده می‌شدند. در اطراف میدان نبرد درهای پنهان و ناپیدایی بود که به جنگجویان امکان می‌داد با آغاز نبرد، ورودی هیجان‌انگیز به صحنه داشته باشند. گاهی آمفی‌تئاتر را با آب پر می‌کردند تا تصویر و تصوری از نبردهای دریایی ایجاد کنند. گاهی نیز، شیرها و ببرها و دیگر حیوانات بزرگ درنده را، به جان گلادیاتورها می‌افکندند. داستان‌های زیادی از به کار گرفتن جانوران درنده در مبارزات گلادیاتوری و مانند آنها شده که به عنوان نمونه‌هایی از آن‌ها می‌توان به داستان آندروکلس برده یا داستان لاورئولوس دزد اشاره نمود.
حتی بعضی امپراتورها، از جمله کالیگولا و هادریانوس، خودشان وارد میدان نبرد می‌شدند و می‌جنگیدند. البته در آن لحظه، همه باید با سلاح‌های چوبی می‌جنگیدند و امپراتور، پیروزی قطعی میدان بود.

## نوشته ویل دورانت
حق فاتحان نسبت به کشتار اسیران ایشان، به‌طورکلی در سرتاسر دنیای قدیم مورد قبول بود و رومیان خود را بزرگوار می‌پنداشتند که از طریق نبردهای گلادیاتوری به اسیران فرصتی می‌دهند که در میدان، زندگی خود را نجات دهند. افرادی را که محکوم به ارتکاب قتل شده بودند، از سراسر امپراتوری به رم می‌آوردند و به مدرسهٔ گلادیاتورها می‌فرستادند و اندکی بعد به میدان مسابقات رزمی می‌کشاندند. این افراد اگر به‌طور استثنائی شجاعانه می‌جنگیدند، ممکن بود فوراً آزاد شوند. اما اگر صرفاً پس از رزم زنده می‌ماندند، مجبور بودند که بار دیگر هم در روزهای تعطیل بجنگند. اینان اگر سه سال دوام می‌آوردند، تبدیل به برده می‌شدند و پس از آن اگر به مدت دو سال اربابان خود را راضی می‌کردند، آزاد می‌شدند.
جنایاتی که ارتکاب آن‌ها موجب محکومیت به گلادیاتوری می‌شد قتل، دزدی، حرق، کفر و عصیان بودند. اما همزمان، فرمانداران کوشا که گوش‌به‌زنگ دلخوشی امپراتور بودند. اگر میدان مبارزهٔ گلادیاتوری انسان کم بیاورد ممکن بود این قواعد را زیر پا بنهند. حتی ممکن بود که گاهی سناتورها و سلحشوران نیز، مانند گلادیاتورها محکوم به جنگیدن شوند و گاهی اوقات نیز، علاقه به مورد توجه و تمجید قرار گرفتن باعث می‌شد که افرادی از طبقهٔ سوارکار، داوطلب شرکت در جنگ‌های گلادیاتوری شوند. در هر حال، تحت نیروی کشش و جذبهٔ ماجراجویی و خطر، عدهٔ زیادی در مدارس گلادیاتوری ثبت نام می‌کردند.